# Bruce Kalish
Bruce Kalish es un escritor de televisión y productor. Comenzó su carrera trabajando en series como The Incredible Hulk , Mork & Mindy y como productor ejecutivo de The Fall Guy . Su trabajo más reciente sobre El Famoso Jett Jackson ganó numerosos premios, incluyendo el Premio de Gemini para mejor espectáculo en 2002 y le llevó a ser reconocido por Disney como productor ejecutivo y escritor para Power Rangers, empezando por del 2005 Power Rangers S.P.D. y terminando con la del 2008 Power Rangers Jungle Fury. 
Dentro de los Power Rangers, el trabajo del Bruce Kalish ha sido controvertido, con algunos criticando su uso excesivo de explosiones, haciendo caso omiso de continuidad de Power Rangers y de parcelas poco desarrolladas.
Antes de ser productor ejecutivo, que anteriormente había escrito un episodio de Power Rangers Dino Thunder titulada "No lava-ly".
Fue el creador y productor ejecutivo de la primera serie original de Disney XD, Aaron Stone.